# Программа развития ООН в Армении
Представительство Программы ООН в Армении (ПРООН в Армении, United Nations Development Program in Armenia) — страновой офис ПРООН в Республике Армения, оказывающий безвозмездную и неполитизированную помощь её Правительству по улучшению качества жизни и благополучия армянского народа.
В соответствии со своим мандатом, ПРООН в Армении оказывает финансовую поддержку исключительно Правительству, реализуя проекты и операции в трёх основных областях: (1) сокращение масштабов нищеты, (2) укрепление демократического правления и (3) защита окружающей среды. Во всех своих действиях Программа уделяет особое внимание гендерному равенству и защите прав человека.
В целях согласования проектов и операций с потребностями и приоритетами местного населения, а также получения устойчивых и долгосрочных результатов Представительство ПРООН в Армении также тесно сотрудничает с бизнес-сектором, гражданским обществом и отдельными людьми всех социальных слоев, в частности, создавая взаимовыгодные государственно-частные партнерства.
Помимо содействия Правительству Республики Армении в достижении его национальных приоритетов в области развития, страновое представительство ПРООН способствует достижению в стране Целей устойчивого развития (ЦУР, в 2000—2015 годы Целей развития тысячелетия) на локальном, региональном и государственном уровнях.
Евразийское региональное бюро, расположенное в Нью-Йорке (США), а также Евразийский региональный хаб, с 2013 года расположенный в Стамбуле (Турция), оказывают армянскому Представительству ПРООН эффективную, своевременную и оперативную поддержку, необходимую для успешной реализации страновых проектов, операций и достижения в стране ЦУР.

## Создание
В начале 1992 года резолюции S/RES/735 от 29 января 1992 года Совета Безопасности ООН и A/RES/46/227 от 2 марта 1992 года Генеральной Ассамблеи ООН закрепили членство Республики Армения в Организации Объединённых Наций.
В декабре 1992 года ООН открыла в Ереване свой страновой офис. В марте 1993 года там же начало свою работу армянское Представительство Программы развития ООН.

## Правовые рамки
Правовые рамки деятельности Представительства ПРООН в Армении составляют: (1) Соглашение между Правительством Республики Армения и ПРООН об оказании помощи и сотрудничестве (SBBA), подписанное 8 марта 1995 года, (2) Документ Страновой программы Республики Армения на 2016—2020 годы (CPD), принятый Исполнительным Советом ПРООН 14 апреля 2015 года, (3) Рамочная программа Правительства Республики Армения и ООН по оказанию помощи на 2016—2020 годы (DAF), согласованная 31 июля 2015 года, (4) План действий Страновой программы Республики Армения на 2016—2020 годы (CPAP), согласованный Правительством Республики Армении и ПРООН в январе 2016 года.

## Бюджет
Представительство ПРООН в Армении выстраивает партнёрские отношения с широким кругом доноров и партнёров по развитию, включая многосторонние и двухсторонние международные институты, неправительственные организации и частный сектор. Основные ресурсы ПРООН в Армении, составляющие 1/10 годовых показателей осуществления проектов и операций, используются для финансирования их запуска и демонстрации первоначальных результатов, что в дальнейшем помогает привлечь дополнительное финансирование от сторонних доноров.
В 2018 году для реализации 25 проектов и операций в области развития бюджет армянского Представительства ПРООН составляет 10,8 млн долларов.
| Год  | Количество проектов | Бюджет, доллар |
| ---- | ------------------- | -------------- |
| 2018 | 25                  | 10 820 000     |
| 2017 | 31                  | 21 500 000     |
| 2016 | 32                  | 16 520 000     |
| 2015 | 30                  | 22 040 000     |
| 2014 | 32                  | 36 780 000     |

В 2018 году лидерами по финансированию проектов и операций ПРООН в Армении выступают:
| №  | Источник финансирования                            | Доллар    |
| -- | -------------------------------------------------- | --------- |
| 1  | Россия                                             | 3 877 793 |
| 2  | Глобальный экологический фонд                      | 2 485 951 |
| 3  | Зеленый климатический фонд                         | 1 610 000 |
| 4  | Программа развития ООН                             | 535 495   |
| 5  | Европейская комиссия                               | 506 815   |
| 6  | Международный центр развития миграционной политики | 468 574   |
| 7  | Армения                                            | 451 378   |
| 8  | Австрия                                            | 298 692   |
| 9  | ООН по промышленному развитию (ЮНИДО)              | 220 295   |
| 10 | Германия                                           | 112 687   |

При этом 78 % средств бюджета ПРООН в Армении на 2018 год направлены на реализацию проектов и операций по сокращению масштабов нищеты, 14 % — по укреплению демократического правления, 7 % — по охране окружающей среды и 1 % — по установлению гендерного равенства.

## Персонал
По состоянию на 2018 год, сотрудниками ПРООН в Армении выступают более 90 человек, более половины из которых выполняют свои функции по контрактам на предоставление услуг. Деятельности Программы содействуют три национальных волонтёра из числа участников Программы «Волонтёры ООН».

### Руководство
Программа развития ООН в Армении встроена в систему Постоянного координатора Организации Объединённых Наций (СПК ООН). Система Постоянного координатора учреждена 20 декабря 1977 года резолюцией A/RES/32/197 Генеральной Ассамблеи ООН и, согласно резолюции, охватывает все организации ООН, представленные в стране, и играет центральную роль в координации операций и проектов Организации Объединённых Наций.
Постоянный координатор СПК назначается Генеральным Секретарём и является руководителем СПК и дипломатической миссии ООН в стране. Его ранг идентичен Послу иностранного государства. Как правило, Постоянный координатор ООН в стране одновременно исполняет обязанности Постоянного представителя ПРООН.
С 1 марта 2018 года Постоянным координатором ООН и Постоянным представителем ПРООН в Армении назначен Шомби Шарп, который в 2014—2018 годы выступал Заместителем Постоянного представителя ПРООН в соседней Грузии. Господин Шарп имеет степень магистра экономики Университета Колорадо (США) и степень бакалавра делового администрирования Университета штата Канзас (США), владеет английским и русским языками.
С 1992 года страновой офис ООН и страновое Представительство ПРООН в Армении возглавляли 10 человек:
| №  | Постоянный координатор ООН / Постоянный представитель ПРООН | Гражданство | Период      |
| -- | ----------------------------------------------------------- | ----------- | ----------- |
| 10 | Шомби Шарп                                                  | США         | 2018 -      |
| 9  | Брэдли Бусетто                                              | США         | 2012 — 2018 |
| 8  | Дафина Герчева                                              | Болгария    | 2009 — 2012 |
| 7  | Консуэло Видал                                              | Перу        | 2005 — 2009 |
| 6  | Лиз Гранд                                                   | США         | 2003 — 2005 |
| 5  | Джоель Бутроу                                               | Франция     | 2001 — 2003 |
| 4  | Катика Чекалович                                            | Чили        | 1996 — 2001 |
| 3  | Жан-Мари Лордж                                              | Бельгия     | 1995 — 1996 |
| 2  | Бойко Тарабанов                                             | Болгария    | 1994 — 1995 |
| 1  | Тельма О’Кон-Солорзано                                      | Никарагуа   | 1992 — 1994 |

C 9 января 2017 года Заместителем Постоянного представителя ПРООН в Армении выступает Дмитрий Марьясин. Господин Марьясин имеет степень магистра международного управления Нью-Йоркского университета (США) и степень специалиста в области государственного управления Московского государственного университета (Россия), владеет русским и английским языками.

## Направления деятельности

### I Сокращение масштабов нищеты
В области сокращения масштабов нищеты усилия Представительства ПРООН в Армении нацелены на следующее:
- поддержка Министерства территориального управления и развития Республики Армения в разработке и реализации Стратегии регионального развития, а также анализе социально-экономического развития регионов страны;
- повышение конкурентоспособности малых и средних предприятий Армении через: (1) совершенствование управления качеством, (2) устойчивое производство, (3) укрепление потенциала предпринимателей, а также (4) создание учреждений по предоставлению услуг в области экспорта;
- содействие Правительству Республики Армения в обеспечении эффективного и устойчивого сельского хозяйства;
- содействие занятости населения Армении, в том числе выпускников учебных заведений;
- обновление и модернизация внутригородской структуры Еревана путём расширения возможностей трудоустройства и продвижения активной политики на рынке труда.

#### Некоторые результаты
В области сокращения масштабов нищеты Представительство ПРООН в Армении реализовало 95 проектов и достигло следующего:
- создано более 70 000 рабочих мест[16];
- более 250 000 человек из 300 населенных пунктов Армении получили доступ к услугам в области энергетики, водоснабжения, санитарии, новым рабочим местам и устойчивому получению доходов[16];
- город Гегамасар получил более 100 тонн семян пшеницы, 62 тонны удобрений, а также пул новой сельскохозяйственной техники;
- город Мясникян также получил пул новой сельскохозяйственной техники;
- села Памбак и Даранак получили 145 коров, оборудование для искусственного осеменения и 6 000 саженцев плодовых деревьев;
- в селах Артамете и Аревадаште отремонтирована водопроводная сеть;
- в селе Баграмяне отремонтирована система орошения;
- фермеры в селе Акнагбюре получили 17 теплиц, что способствовало ежегодному увеличению доходов их домохозяйств на 20-30 %;
- более 850 начинающих предпринимателей прошли дополнительное обучение, получили 247 микрокредитов в размере 338,5 млн. драмов и создали 290 дополнительных рабочих мест;
- Муниципалитет Еревана омолодил центр города, отреставрировал и покрасил столичные здания, отремонтировал улицы и тротуары, а также расширил границы зеленых зон, создав около 100 дополнительных рабочих мест;
- 21 колледж в Армении отремонтирован и оборудован современной образовательной и лабораторной техникой;
- в 14 Муниципалитетах запущена переработка пластиковых отходов;
- Правительство Республики Армения создало базу данных городских и сельских общин страны; база содержит более 600 показателей, которые включают доходы, уровень занятости, право собственности на землю, доступ к медицинским услугам и образование и др. для каждого населенного пункта;
- Правительство Республики Армения приняло Концепцию регионального развития.

### II Укрепление демократического правления
В области укрепления демократического правления усилия Представительства ПРООН в Армении нацелены на следующее:
- поддержка Армении в выполнении её международных обязательств в области прав человека и подготовка второго Национального доклада в рамках механизма Универсального периодического обзора (УПО);
- предоставление Правительству Республики Армения высокоуровневых политических советов в таких областях, как права человека и демократия, социальная справедливость, свобода и безопасность;
- модернизация пунктов пересечения границы с Грузией и совершенствование прозрачности и целостности пограничных ведомств в целях содействия международной торговле и транзиту, а также укрепления взаимного доверия общественности;
- продвижение гендерного равенства в местном самоуправлении;
- укрепление роли молодёжи в повестке национального развития.

#### Некоторые результаты
В области укрепления демократического правления Представительству ПРООН в Армении удалось достичь следующего:
- оказана поддержка Правительству Республики Армения в разработке Плана действий в области прав человека, в том числе проведение консультаций с гражданским обществом и другими международными организациями;
- оказана поддержка Правительству Республики Армения в разработке Закона «О государственных гарантиях равных прав и равных возможностей для мужчин и женщин» 2013 года;
- оказана поддержка Правительству Республики Армения в подписании Соглашений об упрощении визового режима и реадмиссии с Европейским Союзом[25];
- оказана поддержка в подготовке Национального плана действий по миграции и подписании Совместной декларации о Партнерстве в области мобильности Европейский Союз-Республика Армения;
- оказана поддержка Правительству Республики Армения в разработке Стратегии безопасности пищевых продуктов и Плана действий в области санитарного и фитосанитарного контроля, а также Стратегии в области прав интеллектуальной собственности;
- оказана поддержка Национальному институту образования и Министерству образования и науки Республики Армения по анализу уровня образования в области прав человека, разработке Плана действий по продвижению образования в области прав человека, а также внедрению в систему школьного образования первой в истории Рамочной концепции в области прав человека и толерантности;
- совместно с Министерством по делам молодёжи и спорта и Советом по молодёжной политике Аппарата Премьер-министра Республики Армения подготовлен «Обзор положения современной молодёжи»;
- поддержано создание первых в мире Базовых критериев оценки социальной сплочённости и проанализирована ситуация в Армении в контексте Регионального доклада о человеческом развитии за 2011 год;
- оказана поддержка Правительству Республики Армения в разработке Стратегии пограничной безопасности и Стратегии комплексного управления государственными границами 2010 года, предусматривающая более 80 мероприятий, охватывающих такие области, как законотворчество, межучрежденческое сотрудничество, обучение и предоставление оборудования для пограничных пунктов на армяно-грузинской границе;
- в сёлах Баграташене, Бавра и Гораване модернизированы пункты пересечения границы;
- обучены более 100 должностных лиц пограничных органов по целому ряду вопросов, включая: (1) безопасность документов, (2) оценка рисков, (3) профилирование, (4) международное право собственности, (5) идентификация контрафактных товаров, (6) права беженцев и предоставление убежища;
- обучены более 3 000 женщин (выборных лиц, муниципальных служащих, местных активисток) по вопросам руководства, местного самоуправления и процессов участия в принятии политических решений;
- в Ереване учреждён Центр/Институт по изучению проблем молодёжи.

#### Инновационная лаборатория «Колба»
Для расширения участия населения в процессах развития страны в 2011 году Представительство ПРООН в Армении при финансовой поддержке Европейского Союза запустила Инновационную лабораторию «Колба» (KolbaLab). Лаборатория «Колба» — это платформа для выявления острых социальных проблем, инкубирования гражданских инновационных идей и подходов по их решению, а также содействие их воплощению в качестве жизнеспособных социальных стартапов.
Наряду с инкубацией гражданских идей и проектов Лаборатория «Колба» сотрудничает с новаторами из государственного сектора. Благодаря различным форматам проектирования и партнёрства «Колба» изучает инновационные идеи государственных служащих среднего уровня, тестирует и запускает стартапы в самом центре системы управления.
За 2011—2018 годы Лаборатория «Колба» уже объявила семь инновационных конкурсов, рассмотрела 700 идей, инкубировала 40 стартапов и, кроме того, достигла следующего:
- организовано и проведено четыре инновационных лагеря, участниками которых стали представители всех социальных слоёв Армении, в том числе студенты, правительственные чиновники и социальные активисты;
- организовано и проведено 25 инновационных «Кафе», предназначенных для обучения и обмена мнениями в таких областях, как поведенческие механизмы, маркетинг, социальное проектирование и пр.;
- проведено два салона TEDx, посвящённые экологии и устойчивому управлению земельными ресурсами, а также инновациям в государственном секторе;
- организована первая в Армении Неделя инноваций в государственном секторе (#PSIWeek)[29].

### III Охрана окружающей среды
В области охраны окружающей среды усилия Представительства ПРООН в Армении нацелены на следующее:
- создание нормативной базы, необходимой для содействия использованию возобновляемых источников энергии и энергоэффективности в гражданском и государственном секторах;
- снижение воздействия изменений климата, а также поддержка участия страны в механизмах международного сотрудничества по вопросам климата;
- подготовка национальных сообщений Армении в рамках Рамочной конвенции ООН об изменении климата;
- содействие развитию устойчивых населённых пунктов с уделением особого внимания энергоэффективному освещению;
- ликвидация устаревших запасов пестицидов и озоноразрушающих веществ;
- создание эффективной системы снижения риска стихийных бедствий, а также повышение осведомлённости о стихийных бедствиях и готовности к ним;
- защита биоразнообразия путём создания национального и местного потенциала в охраняемых районах и в организациях по управлению лесными хозяйствами;
- предотвращение деградации земель, очистка грунтовых вод и содействие устойчивой практике управления земельными ресурсами;
- поддержка Правительства Республики Армения в укреплении Национального совета по устойчивому развитию под председательством Премьер-министра страны.

#### Некоторые результаты
В области охраны окружающей среды Представительству ПРООН в Армении удалось достичь следующего:
- оказана поддержка Правительству Республики Армения в разработке Н ациональной программы по энергосбережению и возобновляемым источникам энергии, а также Национального плана действий в области энергоэффективности и второго Национального плана действий по охране окружающей среды;
- оказана поддержка Министерству по чрезвычайным ситуациям Республики Армения в разработке Национальной стратегии и Плана действий по уменьшению опасности бедствий;
- созданы Национальная платформа и Центр по предотвращению кризисов;
- оказана поддержка Правительству Республики Армения в разработке Закона о веществах, разрушающих озоновый слой;
- от частных инвесторов привлечено 8 млн долларов для реконструкцию системы теплоснабжения Аванского района Еревана;
- в городе Спитаке отремонтирована котельная, обеспечивающая отопление в детском саду, школе и мэрии; в результате реконструкции ежегодно экономится 30 000 кубометров газа и 57 % электроэнергии, а также сокращаются выбросы парниковых газов на 47 тонн углекислого газа в год;
- в детском саду города Каджарана установлены солнечные водонагреватели и энергоэффективные двери и окна, что сократило использование природного газа на 50 %;
- на саммите «Рио + 20» организовано специальное мероприятие «Помимо ВВП — критерии измерения будущего, которое мы хотим»[32] в целях расширения так называемого «Индекса устойчивого развития человеческого потенциала»;
- проведена оценка необходимых действий в достижении инициативы «Устойчивая энергетика для всех»;
- полностью прекращено использование озоноразрушающих хлорфторуглеродов (ХФУ);
- установлены новые квоты на импорт озоноразрушающих гидрохлорфторуглеродов (ГХФУ);
- в селе Паракаре очищены грунтовые воды;
- лесным предприятиям «Капан» и «Сюник» и национальному парку «Аревик» Сюникской области предоставлено оборудование для раннего реагирования на лесные пожары.

#### Программа малых грантов
В рамках охраны окружающей среды Представительство ПРООН в Армении оказывает финансовую поддержку местным сообществам, желающим внести свой вклад в решение экологических проблем.
Программа малых грантов (ПМГ) Глобального экологического фонда (ГЭФ) — это глобальная инициатива, созданная в 1992 году после Саммита Земли в Рио-де-Жанейро и, по состоянию на 2018 год, осуществляющая свою деятельность в 126 странах всех регионов мира. ПМГ предоставляет малые гранты для проектов, реализуемых представителями местных неправительственных организаций (НПО), и инициатив, являющихся локальными по масштабам, но способных произвести глобальный положительный эффект. Все гранты Программы финансируются Глобальным экологическим фондом и реализуются Программой развития ООН при технической поддержке Управления по обслуживанию проектов Организации Объединённых Наций (ЮНОПС).
В Армении Программа малых грантов функционирует с ноября 2008 года на основании Страновой стратегии и Оперативных рамок ПМГ. По состоянию на 2018 год, деятельность Программы в Армении затрагивает все тематические области Глобального экологического фонда:
- сохранение и устойчивое использование биологических ресурсов;
- борьба с деградацией земель;
- смягчение последствий изменения климата;
- защита водных объектов международного значения;
- поэтапный отказ от стойких органических загрязнителей (СОЗ)и других вредных химических веществ.

Программа малых грантов в Армении регулярно в течение года принимает заявки от зарегистрированных в стране НПО, созданных без иностранных учредителей. Максимальный размер гранта не может превышать 50 000 долларов. Кроме того, страновая Программа не обеспечивает полное финансирование неправительственных проектов — грантовая поддержка, предоставляемая ПМГ в Армении, должна выступать только дополнительным или этапным финансированием.
За 2008—2014 годы Программа профинансировала и способствовала реализации восьми проектов и достигла следующего:
- сокращены выбросы парниковых газов до 450 тонн в год;
- защищены 72 вида, зарегистрированных как исчезающие Международным союзом охраны природы (МСОП) и Национальной Красной книгой;
- восстановлено устойчивое управление 7 023 га сельскохозяйственных угодий и пастбищ;
- улучшен статус сохранности 56 800 га экосистем;
- предотвращено попадание 18 тонн загрязнения в подземный водоносный горизонт (водный объект международного значения);
- 30 фермеров из восьми населённых пунктов прошли обучение по вопросам сокращения использования СОЗ и токсичных химических веществ в сельском хозяйстве и сменили их на мелкосерийный биогумус;
- создано более 1 000 рабочих мест в более 70 сельских общинах.

### Достижение гендерного равенства
В области достижения гендерного равенства усилия Представительства ПРООН в Армении нацелены на следующее:
- увеличение к 2020 году числа женщин-лидеров, избранных в качестве руководителей местного уровня, на 20 %;
- в целях сокращения масштабов нищеты укрепление потенциала женщин на местном и национальном уровнях в целях увеличения их доходов и расширения экономических возможностей;
- в целях укрепления демократического правления расширения прав и возможностей женщин в Армении, расширение их представительства и участия в процессах принятия политических решений;
- в целях защиты окружающей среды включение принципов гендерного равенства в политику, планы и бюджетные рамки для уменьшения опасности стихийных бедствий и изменения климата, а также сбор, анализ и использование дезагрегированных данных для оценки риска стихийных бедствий с гендерной точки зрения.

#### Некоторые результаты
В области достижения гендерного равенства Представительству ПРООН в Армении удалось достичь следующего:
- на муниципальных выборах осенью 2016 года 202 из 694 женщин-кандидатов выступили женщины-бенефициары таких проектов Представительства ПРООН в Армении, как «Женщины в местном самоуправлении» (WiLD) и «Женщины в местном самоуправлении-2» (WiLD2), 178 из которых оказались избраны в местные Советы своих общин;
- на муниципальных выборах 2012—2015 годов 82 из 135 женщин-кандидатов были избраны главами своих общин или членами местных Советов;
- в 2015—2016 годах проектом Представительства ПРООН в Армении «Европейская программа добрососедства для сельского хозяйства и развития сельских районов» (ENPARD) была разработана и реализована методология учёта гендерных и возрастных факторов для отбора бенефициаров, которая помогла обеспечить 30 % порогового представления женщин и молодёжи в проекте; в итоге 43 % из 69 групп производителей возглавлялись женщинами, а из общего числа 1 109 членов соответствующих групп 36 % были женщинами;
- более 3 000 женщин (выборных лиц, муниципальных служащих, местных активисток) прошли обучение по вопросам совместного управления, гендерного равенства и лидерства;
- оказана поддержка Правительству Республики Армения в разработке всеобъемлющего Концептуального документа по гендерной политике 2010 года и Закона «О государственных гарантиях равных прав и равных возможностей для мужчин и женщин» 2013 года;
- все новые проектные и программные документы и стратегии, принятые Правительством Республики Армения при поддержке ПРООН, учли гендерную проблематику;
- все публикации Представительства ПРООН в Армении, а также процессы набора персонала и закупок проводятся в соответствии со строгими гендерными рекомендациями;
- все сотрудники Представительства ПРООН в Армении получили возможность обучения по вопросам гендерного равенства, и в его рабочей среде оформлена политика абсолютной нетерпимости в отношении сексуальных домогательств;
- для продвижение в широких социальных слоях Армении дискурса, посвящённого ролям женщин и мужчин использованы средства массовой информации (ток-шоу, телевизионные программы, фильмы) и онлайн-социальные платформы (Facebook, блоги и Openarmenia.am).